# Microzetes pocsi
Microzetes pocsi är en kvalsterart som först beskrevs av Sandór Mahunka 1998.  Microzetes pocsi ingår i släktet Microzetes och familjen Microzetidae. Inga underarter finns listade i Catalogue of Life.